# Holliday (Texas)
Holliday is een plaats (city) in de Amerikaanse staat Texas, en valt bestuurlijk gezien onder Archer County.

## Demografie
Bij de volkstelling in 2000 werd het aantal inwoners vastgesteld op 1632.
In 2006 is het aantal inwoners door het United States Census Bureau geschat op 1810, een stijging van 178 (10,9%).

## Geografie
Volgens het United States Census Bureau beslaat de plaats een oppervlakte van
5,1 km², geheel bestaande uit land. Holliday ligt op ongeveer 321 m boven zeeniveau.

## Plaatsen in de nabije omgeving
De onderstaande figuur toont nabijgelegen plaatsen in een straal van 28 km rond Holliday.